# Giuseppe Maria Feroni
Giuseppe Maria Feroni (ur. 30 kwietnia 1693 we Florencji, zm. 15 listopada 1767 w Rzymie) – włoski kardynał.

## Życiorys
Urodził się 30 kwietnia 1693 roku we Florencji, jako syn Fabia Feroniego i Costanzy della Stufy. Studiował na Papieskiej Akademii Kościelnej, a następnie na La Sapienzy, gdzie uzyskał doktorat utroque iure. Po studiach został protonotariuszem apostolskim i referendarzem Najwyższego Trybunału Sygnatury Apostolskiej. 22 października 1719 roku przyjął święcenia kapłańskie. Pełnił także funkcje prałata w Fabryce Świętego Piotra i kanonika kapituły bazyliki laterańskiej. 10 maja 1728 roku został wybrany tytularnym arcybiskupem Damaszku, a dwadzieścia dni później przyjął sakrę. 26 listopada 1753 roku został kreowany kardynałem prezbiterem i otrzymał kościół tytularny S. Pancratii. W 1761 roku został mianowany prefektem Kongregacji ds. Obrzędów i pełnił ten urząd do śmierci, która nastąpiła 15 listopada 1767 roku, z powodu niewydolności nerek.